# Archotoplana yamadai
Archotoplana yamadai är en plattmaskart som beskrevs av Tajika 1983. Archotoplana yamadai ingår i släktet Archotoplana och familjen Otoplanidae. Inga underarter finns listade i Catalogue of Life.